# Yvan
Yvan ist als männlicher Vorname die französische Form von Iwan, der wiederum von Johannes abgeleitet ist.

## Namensträger
- Yvan Attal (* 1965), französischer Schauspieler und Regisseur
- Yvan Bourgnon (* 1971), französisch-schweizerischer Abenteurer und Langstrecken-Rekordsegler
- Yvan Cournoyer (* 1943), kanadischer Eishockeyspieler
- Yvan Delporte (1928–2007), belgischer Comicautor
- Yván Gil (* 1972), venezolanischer Diplomat und Politiker
- Yvan Goll (1891–1950), deutsch-französischer Dichter
- Yvan Goor (1884–1958), belgischer Rad- und Motorradrennfahrer
- Yvan Ischer (* 1961), Schweizer Jazzmusiker (Saxophon) und Jazzjournalist
- Yvan Lebon (1968–2010), französischer Autorennfahrer
- Yvan Muller (* 1969), französischer Automobilrennfahrer
- Yvan Pestalozzi (1937–2024), Schweizer Eisenplastiker
- Yvan Richard (* 1950), französischer Skispringer
- Yvan Vouillamoz (* 1969), Schweizer Skispringer